# HD30466
HD30466 — хімічно пекулярна зоря спектрального класу A0, що має видиму зоряну величину в смузі V приблизно  7,3.
Вона  розташована на відстані близько 532,9 світлових років від Сонця.

## Фізичні характеристики
Телескоп Гіппаркос зареєстрував фотометричну змінність  даної зорі з періодом    4,08 доби в межах від  Hmin= 7,30 до  Hmax= 7,26.

## Пекулярний хімічний вміст
Зоряна атмосфера HD30466 має підвищений вміст 
Si
.

## Магнітне поле
Спектр даної зорі вказує на наявність магнітного поля у її зоряній атмосфері.
Напруженість повздовжної компоненти поля оціненої з аналізу
наявних ліній металів
становить 1464,7± 293,3 Гаус.